# Hiri motu
Hiri motu je oficiální jazyk Papuy Nové Guineje. Jde o pidžin založený na jazyce motu. Ačkoliv jsou oba jazyky lexikálně velmi podobné, fonologické a gramatické rozdíly způsobují, že mluvčí hiri motu původnímu Motu nerozumí.
Jazyk zahrnuje dvě nářečí, austronéské a papuánské. Obě nářečí nicméně patří mezi austronéské jazyky – pojmenování odkazuje na mateřský jazyk, jímž většinou hovoří jejich mluvčí. Na počátku rozšiřování jazyka bylo mnohem rozšířenější nářečí papuánské – používáno je jako jazykový standard i v oficiálních publikacích – ale austronéské nářečí je gramaticky i fonologicky bližší původnímu motu a má rozsáhlejší slovní zásobu. Proto je téměř všemi mluvčími považováno za „korektnější“.

## Příklady

### Číslovky
| Hiri motu    | Česky |
| ta           | jeden |
| rua          | dva   |
| toi          | tři   |
| hani         | čtyři |
| ima          | pět   |
| tauratoi     | šest  |
| hitu         | sedm  |
| taurahani    | osm   |
| taurahani-ta | devět |
| gwauta       | deset |